# Wild Side of Life
Wild Side of Life è una canzone incisa dalla rock band inglese Status Quo, pubblicata come singolo nel dicembre del 1976.

## La canzone
Si tratta della cover di un brano inciso e portato al successo negli anni cinquanta dal cantante statunitense country-western Hank Thompson.
Per la registrazione della loro versione, gli Status Quo invitano negli studi di registrazione l'amico Roger Glover, bassista dei Deep Purple, che diviene anche produttore del brano. Nel corso dell'incisione, il bassista degli Status Quo, Alan Lancaster, si vede bruscamente costretto a far ritorno dalla moglie in Australia per motivi familiari ed è proprio Glover ad incidere le parti di rifinitura di basso ancora mancanti.
Ripresa dal gruppo inglese in una diversa e più solida versione rock, la canzone viene pubblicata solo come singolo (il terzo della band nel 1976) approdando al n. 9 delle classifiche inglesi.
Oltre che in numerose antologie, nel 2005 è stata inserita come bonus track nella ristampa dell'album best seller Blue for You, uscito anch'esso nel 1976.
Fa parte della colonna sonora del film 47 metri - Uncaged (2019).

## Tracce
1. Wild Side of Life - 3:15 - (Warren/Carter)
2. All Through the Night - 3:14 - (Lancaster/Rossi)

## Formazione
- Francis Rossi (chitarra solista, voce)
- Rick Parfitt (chitarra ritmica, voce)
- Alan Lancaster (basso, voce)
- John Coghlan (percussioni)

## Altri musicisti
- Andy Bown (tastiere)

## British singles chart
| Posizione | 32 | 19 | 17 | 17 | 13 | 11 | 9 | 9 | 11 | 12 | 23 | 35 | uscito |